# 105-й прикордонний загін (Україна)
105-й прикордонний загін імені князя Володимира Великого (105 ПрикЗ, в/ч 2253) — є територіальним органом охорони кордону центрального підпорядкування Адміністрації Державної прикордонної служби України.
Чернігівський прикордонний загін охороняє ділянку державного кордону, що розташована в межах Новгород-Сіверського, Семенівського, Корюківського, Сновського, Городнянського, Ріпкинського, Чернігівського районів Чернігівської області.
Протяжність ділянки державного кордону — 459 км, при цьому з Білоруссю — 235 км., з Росією — 234 км, з них — 206,3 км сухопутного та 252,7 км річкового кордону.

## Склад загону
До складу загону входять:
- управління загону;
- 11 відділів прикордонної служби: «Грем'яч», «Вороб'ївка», «Леонівка», «Семенівка», «Гута-Студенецька», «Гірськ», «Щорс», «Деревини», «Добрянка», «Задеріївка», «Дніпровське»;
- мобільна прикордонна застава «Чернігів»;
- підрозділи забезпечення.

На ділянці відповідальності визначено 14 пунктів пропуску, з них: 5 автомобільних — «Грем'яч», «Миколаївка», «Сеньківка», «Нові Яриловичі», «Славутич», 5 залізничних (з них 3 пасажирські — «Хоробичі», «Горностаївка», «Неданчичі» та 2 вантажні — «Щорс» та «Чернігів») та 4 місцевих (з них 3 автомобільні — «Деревини», «Ільмівка», «Добрянка» та 1 річковий — «Кам'янка»). Загалом 9 міжнародних, 1 міждержавний — «Миколаївка», 4 місцевих.

## Історія
1991 року, у зв'язку з об'єднанням НДР та ФРН у єдину державу, 105-й загін прикордонних військ КДБ СРСР передислокували до міста Дрогобич Львівської області, де він отримав під охорону ділянку українсько-польського кордону між Львівським та Мукачівським прикордонними загонами.
У жовтні 1992 року, на виконання розпорядження Президента України «Про прикордонно-митний контроль на державному кордоні України з Республікою Білорусь та Російською Федерацією», вздовж північно-східних рубежів України, створюються нові прикордонні загони. У березні 1993 року 105-й полк передислокується до Чернігова, де приймає під охорону ділянку кордону в межах Чернігівської та Київської областей.
16 лютого 2002 року, з нагоди 60-ти річчя від дня утворення, 105-му Ризькому орденів Червоного Прапора та Червоної Зірки прикордонному загону, на виконання Указу Президента України від 07.08.2001 року № 594-2001, вручено Бойовий Прапор.
23 серпня 2019 року, у День Державного прапора, загону присвоєно почесне найменування «імені князя Володимира Великого». Стрічку з почесним найменуванням одержав начальник прикордонного загону полковник Сергій Тиркалов.
30 квітня 2023 року 105 прикордонний загін імені князя Володимира Великого Державної прикордонної служби України указом Президента України Володимира Зеленського відзначений почесною відзнакою «За мужність та відвагу».

## Командири
- полковник Степанюк Олександр Олександрович — 16.11.1992 — 19.04.1993
- полковник Ракович Микола Сергійович — 27.04.1993 — 13.05.1994
- полковник Попов Валерій Анатолійович — 13.05.1994 — 10.03.1995
- полковник Костюк Володимир Олександрович — 10.03.1995 — 13.09.2001
- полковник Рудницький Володимир Олександрович — 13.09.2001 −28.10.2004
- полковник Самбор Юрій Олександрович — 1.01.2005 — 01.08.2008
- полковник Єгоров Володимир Сергійович — 01.08.2008 — 16.07.2010
- полковник Бабюк Віктор Борисович — 17.07.2010 — 09.02.2012
- полковник Птиця Олександр Григорович — 10.02.2012 — 10.10.2014
- полковник Тимчук Ігор Федорович — 11.10.2014 — 09.12.2015
- полковник Ліщинський Дмитро Володимирович — 10.12.2015 — 28.03.2016
- полковник Тиркалов Сергій Альбертович — 29.03.2016 - 20.11.2019
- полковник Чорний Олександр Володимирович — 28.12.2019 — 15.11.2023
- полковник Кігівчак Роман Іванович — 16.11.2023 — 06.06.2024
- полковник Павлик Олександр Миколайович — 07.06.2024 — по т.ч.

## Втрати

### 2022
1. 26 лютого 2022 - ГорицькийОлександр Михайлович. Загинув у бою з диверсійно-розвідувальною групою противника на околицях Чернігова[5].
2. 26 лютого 2022 - Ховренко Андрій Васильович. Загинув у бою з диверсійно-розвідувальною групою противника на околицях Чернігова[6].
3. 26 лютого 2022 - Чубань Сергій Миколайович. Загинув у бою з диверсійно-розвідувальною групою противника на околицях Чернігова[7].
4. 1 березня 2022 - Ковальчук Віталій Олександрович, начальник відділу тилового забезпечення. Загинув при обороні Чернігова[8].
5. 11 березня 2022 - Кравець Андрій Анатолійович. Загинув у бою з диверсійно-розвідувальною групою противника на околицях Чернігова[9].
6. 15 березня 2022 - Назаренко Богдан, Штаб-сержант. Загинув у бою з диверсійно-розвідувальною групою противника на околицях Чернігова[10].
7. 15 березня 2022 - Свириденко Максим, головний сержант.Загинув у бою з диверсійно-розвідувальною групою противника на околицях Чернігова[11].
8. 16 березня 2022 — Крючок Ілля, старший сержант. Загинув при обороні Чернігова.[12]
9. 28 березня 2022 — Патютко Станіслав Станіславович. Загинув при обороні Чернігова.[13]
10. 28 березня 2022 — Овдій Ігор Анатолійович, майстер-сержант. Під час пересування службовим автомобілем до місця виконання бойового завдання в районі населеного пункту Новий Білоус Чернігівської області, натрапив на ворожу засідку. Автомобіль був обстріляний із різних видів озброєння, вибухнув і загорівся.[14]
11. 28 березня 2022 — Мягкий Антон, штаб-сержант. Під час пересування службовим автомобілем до місця виконання бойового завдання в районі населеного пункту Новий Білоус Чернігівської області, натрапив на ворожу засідку. Автомобіль був обстріляний із різних видів озброєння, вибухнув і загорівся.[15]
12. 28 березня 2022 — Самусенко Андрій, старший сержант. Під час пересування службовим автомобілем до місця виконання бойового завдання в районі населеного пункту Новий Білоус Чернігівської області, натрапив на ворожу засідку. Автомобіль був обстріляний із різних видів озброєння, вибухнув і загорівся.[15]
13. 28 березня 2022 — Гук Михайло Сергійович, старший сержант. Під час пересування службовим автомобілем до місця виконання бойового завдання в районі населеного пункту Новий Білоус Чернігівської області, натрапив на ворожу засідку. Автомобіль був обстріляний із різних видів озброєння, вибухнув і загорівся[16].[17]
14. 28 березня 2022 - Ткаченко Василь Олександрович. Під час пересування службовим автомобілем до місця виконання бойового завдання в районі населеного пункту Новий Білоус Чернігівської області, натрапив на ворожу засідку. Автомобіль був обстріляний із різних видів озброєння, вибухнув і загорівся[18].
15. 28 березня 2022 - Шекера Павло Миколайович. Загинув в боях за Чернігів[19].
16. 9 жовтня 2022 - В’язовик Олександр Анатолійович, старший майстер-сержант. Під час виконання службового завдання з проведення аеророзвідки та перевірки лінії державного кордону в районі н.п. Тихоновичі Чернігівської області старший майстер-сержант Олександр В’язовик підірвався на ворожій розтяжці, від отриманих травм загинув на місці[20].
17. 9 листопада 2022 - Виноградська Тетяна Вікторівна, майстер-сержант. Загинула в результаті обстрілу території України з реактивної системи залпового вогню «Град», Чернігівська область,  н. п. Гасичівка[21].

### 2023
1. 10 березня 2023 - Новіков Олександр Євгенійович.Загинув ворожого обстрілу в районі н.п. Сеньківка Чернігівської області[22].
2. 24 квітня 2023 - Возний Антон Миколайович. Солдат. Загинув під час виконання завдання на річці Дніпро в результаті нещасного випадку (потоплення човна через порушення правил кораблеводіння)[23].
3. 13 травня 2023 - Галасіс Петро Петрович, солдат. Загинув в бою з ДРГ противника, Чернігівська область,  н. п. Мхи[24].
4. 13 травня 2023 - Гуль Володимир Петрович, старший сержант. Загинув внаслідок здійснення удару БпЛА типу «Shahed-131/132» в районі населеного пункту Мхи[25].
5. 13 травня 2023 - Зайчук Василь Олександрович, Старший солдат. Загинув внаслідок здійснення удару БпЛА типу «Shahed-131/132» в районі населеного пункту Мхи[26].
6. 13 травня 2023 - Кібук Сергій Володимирович, Головний сержант. Загинув в бою з ДРГ противника, Чернігівська область,  н. п. Мхи[27].
7. 13 травня 2023 - Крисін Олексій Валентинович. Загинув внаслідок здійснення удару БпЛА типу «Shahed-131/132» в районі населеного пункту Мхи[28].
8. 13 травня 2023 - Люченко Віктор Миколайович. Загинув внаслідок здійснення удару БпЛА типу «Shahed-131/132» в районі населеного пункту Мхи[29].
9. 13 травня 2023 - Осипенко Микола Михайлович. Загинув внаслідок здійснення удару БпЛА типу «Shahed-131/132» в районі населеного пункту Мхи[30].
10. 13 травня 2023 - Розумій Сергій Валерійович. Загинув внаслідок здійснення удару БпЛА типу «Shahed-131/132» в районі населеного пункту Мхи[31].
11. 13 травня 2023 - Руденко Ярослав. Загинув в бою з ДРГ противника, Чернігівська область,  н. п. Мхи[32].
12. 13 травня 2023 -  Олег Черпак. Загинув в бою з ДРГ противника, Чернігівська область,  н. п. Мхи[33].
13. 13 травня 2023 - Юрченко Євгеній Сергійович. Загинув внаслідок здійснення удару БпЛА типу «Shahed-131/132» в районі населеного пункту Мхи[34].
14. 17 травня 2023 - Собятінський Віктор Олександрович. В складі прикордонного наряду, слідуючи до місця несення служби на транспортному засобі в районі н.п. Миколаївське наїхав на протитанкову міну, яка здетонувала[35].
15. 17 травня 2023 - Яковець Богдан Миколайович. В складі прикордонного наряду, слідуючи до місця несення служби на транспортному засобі в районі н.п. Миколаївське наїхав на протитанкову міну, яка здетонувала[36].
16. 31 травня 2023 - Ламико Олексій Олексійович, старший солдат. 17 травня 2023 року в складі прикордонного наряду, слідуючи до місця несення служби на транспортному засобі в районі н.п. Миколаївське наїхав на протитанкову міну, яка здетонувала. Унаслідок вибуху  отримав множинні осколкові поранення. Військовослужбовця було доставлено до лікарні але попри всі зусилля лікарів 31 травня 2023 року помер від отриманих поранень[37].
17. 3 липня 2023 - Карпович Михайло Михайлович. Загинув  внаслідок обстрілу зі стрілецької зброї та мінометно-артилерійського обстрілу поблизу н.п. Бучки Новгород-Сіверського району Чернігівської області[38].
18. 3 липня 2023 - Турченко Олександр Васильович, Штаб-сержант. Загинув  внаслідок обстрілу зі стрілецької зброї та мінометно-артилерійського обстрілу поблизу н.п. Бучки Новгород-Сіверського району Чернігівської області[39].
19. 3 липня 2023 - Шевченко Владислав Андрійович. Загинув  внаслідок обстрілу зі стрілецької зброї та мінометно-артилерійського обстрілу поблизу н.п. Бучки Новгород-Сіверського району Чернігівської області[40].
20. 6 серпня 2023 - Сімушин Василь Іванович. Загинув в районі населеного пункту Синьківка Куп’янського району Харківської області.
21. 25 серпня 2023 - Звір Володимир Васильович. Загинув під час виконання бойового завдання в складі 79 одшбр потрапив під мінометний обстріл в районі населеного пункту Новомихайлівка Донецької області[41].
22. 1 вересня 2023 - Зауголков Руслан, старший сержант. Загинув в районі н.п. Красногорівка[42].
23. 5 вересня 2023 - Радченко Олександр. Загинув в районі н.п. Красногорівка[43].
24. 22 вересня 2023 - Ваків Микола, молодший сержант. Загинув внаслідок мінометного обстрілу вогневої позиції «Клен» в районі населеного пункту Красногорівка Донецької області[44]
25. 22 вересня 2023 -  Шабалін Олег. Загинув під час штурмових дій, внаслідок здійснення противником масових обстрілів взводного опорного пункту «253»[45].
26. 6 жовтня 2023 - Юзьков Андрій, старший солдат. Перебуваючи в складі прикордонного наряду «Спостережний пост» під час огляду прилеглої місцевості в районі н.п. Ясна Поляна Новгород-Сіверського району Чернігівської області підірвався на невідомому вибуховому пристрої та отримав поранення несумісні з життям[46].
27. 16 жовтня 2023 - Науменко Максим Олегович. Загинув під час штурмових дій, внаслідок здійснення противником масових обстрілів взводного опорного пункту «253»[47].
28. 17 жовтня 2023 - Калініченко Олександр, майстер-сержант. Загинув внаслідок ударів двома FPV-дронами по ротному опорному пункту «Юджин» вогневої позиції «Опер» в районі н.п. Єлизаветівка Донецької області[48].
29. 18 жовтня 2023 - Стрішко Михайло. Загинув внаслідок ворожого мінометного обстрілу вогневих позицій ротного опорного пункту «Юджин» вогневої позиції «22» в районі н.п. Новомихайлівка Донецької області[49].
30. 18 жовтня 2023 — Бибик Олександр Михайлович, сержант, оператор безпілотних авіаційних комплексів. Загинув в районі села Єлизаветівка Донецької області внаслідок мінометного обстрілу.[50]
31. 1 грудня 2023 -  Волоха Руслан, Сержант. Загинув в бою з диверсійно-розвідувальною групою ворога, Чернігівська область,  Семенівка[51].
32. 1 грудня 2023 - Трихліб Андрій. Загинув в бою з диверсійно-розвідувальною групою ворога, Чернігівська область,  Семенівка[52].

### 2024
1. 26 квітня 2024 - Бортний Денис, головний сержант. Загинув внаслідок штурмових дій противника на позицію відділення «Штопор» в районі населеного пункту Красногорівка[53].
2. 29 квітня 2024 - Замашний Юрій Олегович, Старший сержант. В районі населеного пункту Красногрівка під час здійснення заміни військовослужбовців на позиціях та евакуації поранених під час руху на крайню точку евакуації ББА «Гюрза» здійснив наїзд на протитанкову міну (ТМ-62) внаслідок чого відбувся вибух та загорання транспортного засобу[54].
3. 29 квітня 2024 - Сергієнко Роман. В районі населеного пункту Красногрівка під час здійснення заміни військовослужбовців на позиціях та евакуації поранених під час руху на крайню точку евакуації ББА «Гюрза» здійснив наїзд на протитанкову міну (ТМ-62) внаслідок чого відбувся вибух та загорання транспортного засобу[55].
4. 30 квітня 2024 - Бутрін Володимир Володимирович, 1972 року народження. Солдат, інспектор прикордонної служби. Загинув поблизу Красногорівка  Донецької області.
5. 2 травня 2024 - Іванина Юрій, старший сержант. Загинув в районі н.п. Гірник[56].
6. 2 травня 2024 - Лопатюк Дмитро. Загинув в районі н.п. Гірник.
7. 2 травня 2024 - Сидорчук Олександр, старший сержант. Загинув в районі н.п. Гірник[57].
8. 5 травня 2024 - Демідонт Ігор Ігорович, лейтенант. 1 травня 2024 року внаслідок застосування противником вогневого ураження зі ствольної артилерії по місцю розосередження особового складу в районі населеного пункту Гірник Донецької області  отримав тяжке поранення. Був доставлений в центр термічної травми і пластичної хірургії в м. Дніпро. Помер 5 травня 2024[58].
9. 5 травня 2024 - Логовський Андрій, Старший солдат. Загинув в районі населеного пункту Новопокровське в результаті вогневого ураження зі ствольної артилерії, виконуючи бойові завдання у складі 47 окремої механізованої бригади[59].
10. 12 травня 2024 - Корнійчук Максим. В смузі відповідальності 59 омбр під час переміщення військовослужбовців з місця висадки в напрямку визначених позицій в районі н.п. Первомайське Покровського району Донецької області, противник здійснив скид гранат за допомогою дронів, внаслідок чого Максим Корнійчук отримав поранення несумісні з життям[60].
11. 31 серпня 2024 — Лучишин Богдан. м. Рава-Руська. Загинув поблизу населеного пункту Михальчина-Слобода Новгород-Сіверського району Чернігівської області в результаті ворожого обстрілу.[61]

### 2025
- 5 червня 2025 - Богдан Двулят, 34 роки. Житель села Хильчиці Золочівського району. Помер.